# اکالایانگ
اکالایانگ (به لاتین: Acalayong) در گینه استوایی است که در litoral province (equatorial guinea) واقع شده‌است.